# Wolfram Schaerf
Wolfram Schaerf (* 29. Juni 1922 in Berlin; † 24. April 1992 in Hamburg) war ein deutscher Schauspieler, Regisseur und Synchronsprecher.

## Leben
Der gebürtige Berliner Schaerf absolvierte zunächst seine Schauspielausbildung in Wernigerode, um dann über Jahre hinweg an zahlreichen Bühnen seiner Heimatstadt zu spielen. Von 1953 bis 1961 gehörte er zum Ensemble des Deutschen Theaters in Berlin, ehe er 1961 in die Bundesrepublik übersiedelte. Es folgten Bühnenengagements unter anderem in Frankfurt, Berlin, an den Hamburger Kammerspielen sowie bei verschiedenen Tourneetheatern. Dabei arbeitete er sowohl als Schauspieler als auch als Regisseur, wobei er vorwiegend Boulevardstücke inszenierte.
Bereits 1950 gab Schaerf in der DEFA-Produktion Semmelweis – Retter der Mütter neben Karl Paryla und Camilla Spira sein Spielfilmdebüt. Zu seinen weiteren Filmen zählen Robert A. Stemmles Historiendrama Rasputin (Schaerf spielte den russischen Zaren), Frühling auf Immenhof und Viscontis Film-Biographie von Ludwig II. Daneben spielte Schaerf zahlreiche Rollen in Fernsehsendungen wie dem Durbridge-Mehrteiler Ein Mann namens Harry Brent, in der Krimireihe Millionen nach Maß (mit Curd Jürgens), in der Surminski-Verfilmung Kudenow oder An fremden Wassern weinen und in Wolfgang Staudtes Familiensaga Die Pawlaks. Außerdem übernahm er Gastrollen in zahlreichen Fernsehserien wie Hamburg Transit, Percy Stuart, Unter einem Dach, Die Schwarzwaldklinik, und Großstadtrevier. Im Straßenfeger Die Gentlemen bitten zur Kasse verkörperte Schaerf den britischen Posträuber Thomas W. Wisbey (Rollenname: Andrew Elton). Seinen letzten Fernsehauftritt hatte Schaerf in der ZDF-Vorabendserie Der Landarzt, in der er von 1987 bis 1989 die Rolle des Wilhelm Fletsch spielte.
Darüber hinaus war Schaerf auch in der Synchronisation sehr aktiv und lieh seine tiefe, einprägsame Stimme unter anderem Robert Vaughn, Reg Parton (Die gesetzlosen Drei), der US-amerikanischen Fernsehlegende Howard K. Smith in der Science-Fiction-Serie V – Die Außerirdischen Besucher kommen zurück sowie Jonathan Quayle Higgins (John Hillerman) in der deutschen Erstsynchronisation der Krimiserie Magnum. Außerdem wirkte er bei zahlreichen Hörspielproduktionen mit, so u. a. bei Arborex, Lucky Luke, Tim und Struppi – Der geheimnisvolle Stern und Wolfsblut.

## Filmografie
- 1950: Semmelweis – Retter der Mütter
- 1959: Wie die Wilden
- 1965: Abenteuerliche Geschichten (Fernsehserie), 2 Folgen
- 1966: Rasputin
- 1966: Die Gentlemen bitten zur Kasse
- 1966: Hafenpolizei: Folge: Die Pokerpartie
- 1966: Intercontinental Express – Kurswagen nach Zürich
- 1968: Ein Mann namens Harry Brent
- 1968: Zieh dich aus, Puppe
- 1969: Gnade für Timothy Evans
- 1969: Marinemeuterei 1917
- 1969: Kim Philby war der dritte Mann
- 1970: Polizeifunk ruft – Abschiedsabend
- 1970: Millionen nach Maß
- 1970: Die Kriminalerzählung
- 1971: Kein Geldschrank geht von selber auf
- 1972: Unsere heile Welt
- 1972: Hamburg Transit – Der letzte Auftritt
- 1972: Agent aus der Retorte
- 1973: Ludwig II. (Ludwig)
- 1974: Frühling auf Immenhof
- 1974: Hamburg Transit – Schulfrei
- 1975: Zwei Finger einer Hand
- 1975: Unter einem Dach: Eine anstrengende Familie
- 1980: Grenzfälle
- 1981: Kudenow oder An fremden Wassern weinen
- 1981: Der Fuchs von Övelgönne – Insel der Angst
- 1982: Die Pawlaks
- 1983: Geschichten aus der Heimat (Fernsehserie) Folge: Sag „Prost Neujahr“, Liebling
- 1986: Die Schwarzwaldklinik (2 Folgen)
- 1987: Großstadtrevier: Fahrerflucht
- 1987–1989: Der Landarzt (13 Folgen als Verleger Wilhelm Fletsch)
- 1989: Zwei Münchner in Hamburg (Folge: Keine Experimente)